# Graptomyza plumifer
Graptomyza plumifer är en tvåvingeart som beskrevs av Ferguson 1926. Graptomyza plumifer ingår i släktet Graptomyza och familjen blomflugor. Inga underarter finns listade i Catalogue of Life.